# Bruno Limido
Bruno Limido (Varese, Provincia de Varese, Italia, 7 de marzo de 1961) es un exfutbolista italiano. Se desempeñaba en la posición de centrocampista.

## Clubes
| Club              | País   | Año         |
| ----------------- | ------ | ----------- |
| A. S. Varese      | Italia | 1978 - 1980 |
| A. S. Avellino    | Italia | 1980 - 1981 |
| A. S. Varese      | Italia | 1981 - 1982 |
| A. S. Avellino    | Italia | 1982 - 1984 |
| Juventus F. C.    | Italia | 1984 - 1985 |
| Atalanta B. C.    | Italia | 1985        |
| Bologna F. C.     | Italia | 1985 - 1986 |
| Atalanta B. C.    | Italia | 1986 - 1987 |
| U. S. Lecce       | Italia | 1987 - 1988 |
| A. C. Cesena      | Italia | 1988 - 1989 |
| Solbiatese Calcio | Italia | 1989 - 1990 |
| A. S. Varese      | Italia | 1990 - 1992 |

## Palmarés

### Copas internacionales
| Título              | Club           | País   | Año     |
| ------------------- | -------------- | ------ | ------- |
| Supercopa de Europa | Juventus F. C. | Italia | 1984    |
| Liga de Campeones   | Juventus F. C. | Italia | 1984-85 |